# ペール・リンドストランド
ペール・リンドストランド（Per Lindstrand 、1948年9月8日-）はスウェーデンの航空エンジニア、パイロット、冒険家である。熱気球による、大洋横断飛行や記録飛行、リチャード・ブランソンと行った熱気球による太平洋横断飛行などによって知られる。
スウェーデン空軍で技術将校となることによる航空の経歴をスタートさせた。1970年代初めに、初めて熱気球に乗った。航空工学の修士課程を卒業し、スウェーデンの航空機メーカーSAABや、アメリカ合衆国のロッキード社で働いた。スウェーデンの航空エンジニアで起業家のハーカン・コルティング （Hakan Colting）と、1976年にアイルランドに、コルティング・バルーンズ社を設立し、1978年にマーケットに近いイギリスのイギリスのオスウェストリーに移った。コルティングがカナダに去った後もリンドストランドは社名をコルト・バルーンズと改名して会社の経営を続け、後にイギリスのサンダー・バルーンズと合併し、サンダー&コルトとなった。1988年6月、アメリカ合衆国で、 19,811mの熱気球の高度記録を樹立した。
1991年にリンドストランド・バルーンズを設立し、リンズトランド・テクノロジーズも設立し、気球・飛行船の製作、修理などの業務を行った。火星探査機、マーズ・ランダーのパラシュートの製作し、ダイムラー・クライスラー・エアロスペースとともに、欧州宇宙機関の開発する通信用の高高度飛行船の契約を得て、1999年には工業技術の業績に与えられるケルバー欧州科学賞を受賞した。

## 気球による記録飛行

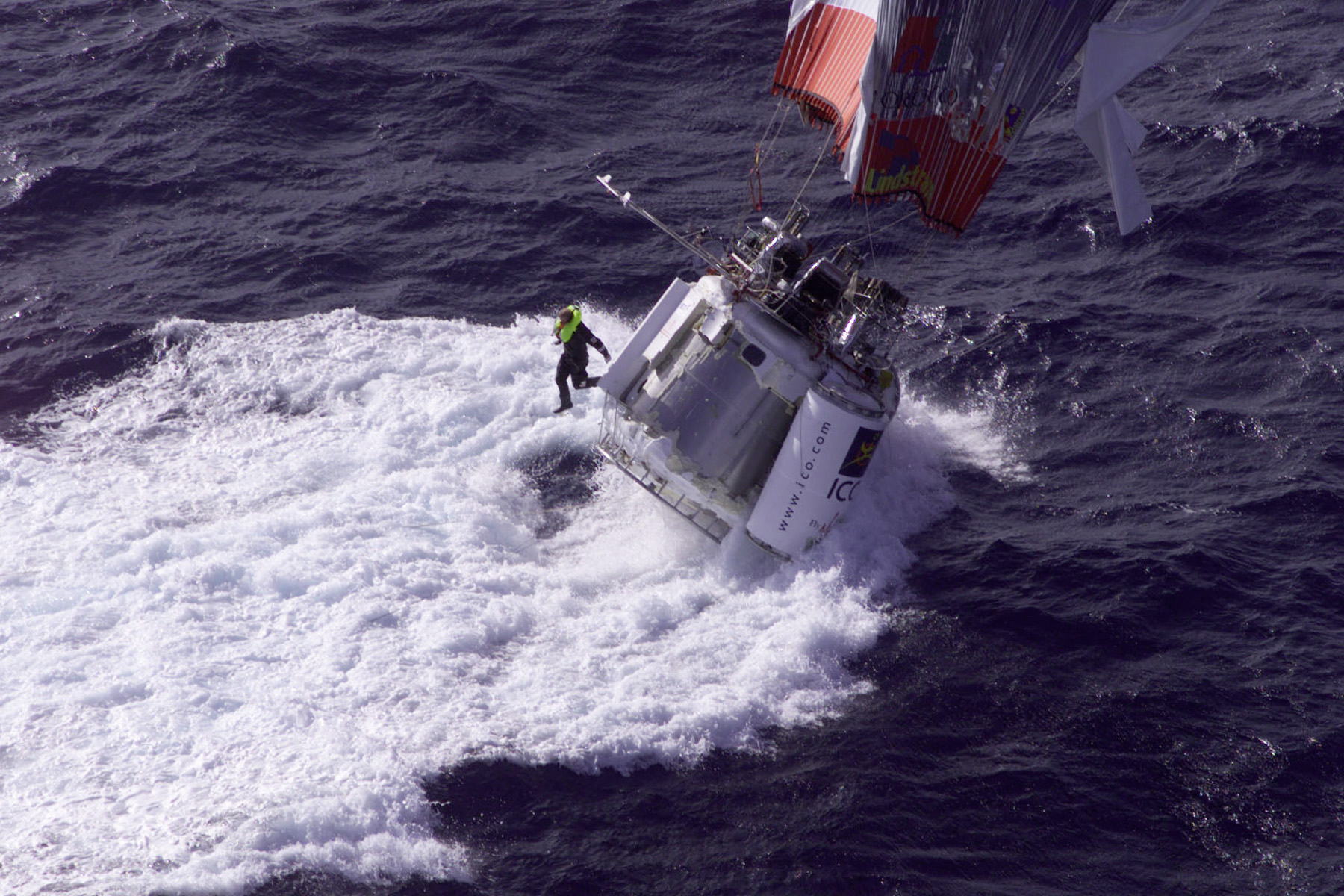
リンドストランドらの世界一周飛行の試みは1998年12月25日はハワイ沖に着水して終わった。

1991年、サンダー&コルトが製作した、74,000 m3の気嚢の熱気球、ヴァージン・パシフィック・フライヤー号で、バージン･アトランティック航空会長リチャード・ブランソンとリンドストランドは1月16日、日本の都城市を離陸し、1月18日、カナダのイエローナイフの凍湖に着陸した。この飛行で10,878kmの最長飛行記録や395km/hの速度記録などを樹立し、ヴァージン・パシフィック・フライヤー号は史上最大の最大の熱気球であった。
1998年12月にはロジェ気球による世界一周飛行が試みられた。リチャード・ブランソン、スティーブ・フォセットらと共同でモロッコを出発し、7日間、20,000kmの飛行の後、ハワイに着水した。
1988年と1991年にイギリス飛行クラブ金賞を受賞し、1988年のハーモン・トロフィーの受賞者である。